# Smart Fortwo
La Smart Fortwo è un'autovettura di segmento A realizzata dal 1998 al 2024 dalla Smart, una joint-venture tra la fabbrica svizzera di orologi Swatch e la Casa tedesca Mercedes-Benz. Inizialmente Smart costituiva il nome (e il marchio) del modello e non del produttore, che invece era noto con l'acronimo di MCC (Micro Compact Car). Dal 2002, però, Smart è divenuto un marchio vero e proprio e il modello ha preso il nome di City Coupé (o City Cabrio, a seconda del tipo di carrozzeria); infine, a partire dal 2004, con il debutto della prima generazione della Forfour, le è stato cambiato il nome in Fortwo.
Per la sua filosofia progettuale è facile considerarla l'evoluzione di microcar del passato come la Isetta del 1953-56.

## Caratteristiche
Al suo debutto la Smart è stata una vera innovazione nel campo delle superutilitarie, grazie alle sue dimensioni estremamente ridotte che le consentivano di muoversi agevolmente nel traffico urbano più intenso e di parcheggiare in spazi assai limitati. Ciò, unito ai piccoli e moderni motori dai bassi costi di esercizio, ha decretato il successo della piccola citycar, nonostante il prezzo non molto popolare (tra i 17 ed i 20 milioni di lire nel 1998). La produzione della Fortwo si articola in tre serie, che si sono così succedute:
- W450: prima serie della Fortwo, inizialmente nota come MCC Smart fino al 2002, come Smart City Coupé (o City Cabrio) fino al 2004 e come Fortwo dal 2004 al 2007, anno del suo pensionamento in favore della nuova serie;
- W451: seconda generazione della Fortwo, prodotta a partire dal 2007 al 2014 (fino al 2015 nella versione cabrio).
- W453: terza generazione della Fortwo, prodotta a partire dal 2014. La sigla W453 viene condivisa con la seconda generazione della Forfour, anch'essa lanciata nel 2014.

Tra le altre innovazioni introdotte con il lancio della Smart Fortwo, va senz'altro menzionata la cellula abitativa Tridion, che consente un elevato livello di sicurezza passiva rispetto alle dimensioni della vettura e che è realizzata utilizzando una lega di acciaio molto resistente.
Tuttavia, la prima generazione della Fortwo ha rappresentato una notevole perdita per la Mercedes-Benz, a seguito di un prezzo di vendita troppo basso rispetto ai costi di produzione.

## Controversie
Nel 2006 la Shuanghuan Auto ha progettato la Martin Motors Bubble, auto che ricorda molto la Smart Fortwo. Per tale motivo la Daimler-Benz ha fatto causa alla casa cinese per violazione di copyright, ma il ricorso è stato respinto.